# Charles E. Daniel

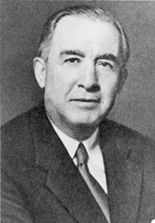
Charles E. Daniel

Charles Ezra Daniel, född 11 november 1895 i Elbert County, Georgia, död 13 september 1964 i Greenville, South Carolina, var en amerikansk demokratisk politiker och affärsman.  Han representerade delstaten South Carolina i USA:s senat från september till december 1954.
Daniel studerade vid militärhögskolan The Citadel och deltog sedan i första världskriget. Han gjorde en lång karriär inom affärslivet. Han var verksam bland annat inom bygg-, bank-, försäkrings-, telekommunikations- och luftfartsbranscherna.
Senator Burnet R. Maybank avled 1954 i ämbetet och Daniel blev utnämnd till senaten fram till fyllnadsvalet senare samma år. Han kandiderade inte i fyllnadsvalet och efterträddes som senator av Strom Thurmond.